# Obinna Nwaneri
Obinna Nwaneri, född 19 mars 1982 i Lagos i Nigeria, är en nigeriansk fotbollsspelare som spelar som försvarare för malaysiska Perlis FA. Han har tidigare spelat för nigerianska fotbollslandslaget där han spelade 33 matcher och gjorde ett mål.

## Karriär
2000 gick Nwaneri upp i A-truppen för Julius Berger och hjälpte dem att vinna nigerianska fotbollsligan, från att den tidigare säsongen ha varit hotade för nedflyttning. 2001 fortsatte Nwaneri för Julius Berger, men lyckades inte behålla ligaguldet och slogs även ut ur African Champions Cup. 2002 visade laget återigen vad de gick för och vann nigerianska fotbollscupen efter att ha slagit ut Yobe Stars med 3–0 i finalen.
2003 bytte han till ligamästarna Enyimba där han gjorde sällskap med Romanus Orjinta i försvarslinjen. Tillsammans med Enyimba lyckades Nwaneri vinna ligaguldet (klubbens tredje raka) och blev samtidigt det första nigerianska fotbollslaget att vinna African Champions Cup. Året därefter fick Nwaneri äran att bära kaptensbindeln och lyckades försvara Champions Cup-guldet genom att besegra tunisiska Étoile Sportive du Sahel efter straffläggning i finalen med 5–3. Nwaneri gjorde det femte och avgörande målet. Enyimba vann dock inte nigerianska ligan och Nwaneri sökte sig till Orlando Pirates, men parterna lyckades inte komma överens om köpesumman.
Istället flyttade Nwaneri till tunisiska Espérance tidigt under 2005. Samma år togs han ut till Nigerias fotbollslandslag till African Nations Cup 2006. Visiten i Tunisien blev dock kortvarig och sedan i januari 2007 spelar Nwaneri för FC Sion i Schweiz.